# Naya Daur Motors
Naya Daur Motors, zuvor Kandawala Industries, war ein Hersteller von Automobilen in Pakistan.

## Unternehmensgeschichte
Das Unternehmen Kandawala Industries aus Karatschi begann 1962 mit der Produktion von Automobilen. Der Markenname lautete Kandawala. 1991 erfolgte die Umfirmierung in Naya Daur Motors und der Wechsel zum Markennamen Naya Daur. 1998 endete die Produktion, als das Unternehmen in Insolvenz ging.
2003 übernahm die Mecom Group of Companies die Reste des Unternehmens und gründete die Karakoram Motors, die seitdem in dem Werk erneut Kraftfahrzeuge herstellt.

## Fahrzeuge
Zunächst entstanden ausschließlich Geländewagen nach Lizenz von Willys-Overland. 1998 kam die Fertigung nach Lizenzen von Kia Motors dazu.